# XXVIII Universiade invernale
La XXVIII Universiade invernale (Қысқы Универсиада 2017) si è svolta dal 28 gennaio all'8 febbraio 2017 ad Almaty, in Kazakistan.

## Processo di selezione

Logo di candidatura Trentino 2017

Nel settembre 2010 è stata avviata la procedura di candidatura per la XXVIII Universiade. Il 2 maggio 2010 è scaduto il termine per l'invio delle lettere d'intenti e due città si sono proposte per ospitare l'evento:
- Almaty  Kazakistan
- Trentino  Italia

A causa della crisi economica che colpì in particolar modo l'Italia nel 2011, la candidatura fu ritirata a una sola settimana dall'assegnazione, lasciando il campo libero alla candidatura del Kazakistan. Successivamente il Trentino ha comunque organizzato la XXVI Universiade invernale nel 2013 (in sostituzione di quella assegnata a Maribor, Slovenia).

### Calendario
Il 1º settembre 2008 la FISU ha reso noto il calendario della procedura d'assegnazione della manifestazione.
- Fase di candidatura
- 1º settembre 2010 - Apertura delle candidature
- 2 maggio 2011 - Scadenza per la consegna delle lettere d'intenti
- ottobre e novembre 2011- Ispezioni delle città da parte del comitato di valutazione
- 29 novembre 2011 - A Bruxelles è assegnata l'Universiade

## Programma
| CA | Cerimonia d'apertura | 1 | Finali | CC | Cerimonia di chiusura | ● | Competizioni |

| Gennaio/Febbraio        | 28 Sab | 29 Dom | 30 Lun | 31 Mar | 01 Mer | 02 Gio | 03 Ven | 04 Sab | 05 Dom | 06 Lun | 07 Mar | 08 Mer | Eventi |
| ----------------------- | ------ | ------ | ------ | ------ | ------ | ------ | ------ | ------ | ------ | ------ | ------ | ------ | ------ |
| Cerimonie               |        | CA     |        |        |        |        |        |        |        |        |        | CC     |        |
| Biathlon                |        |        | ●      | 2      | ●      | 2      | 2      | ●      | 1      | ●      | 2      |        | 9      |
| Combinata nordica       |        | ●      | ●      |        | 1      | ●      | 1      | ●      | 1      |        |        |        | 3      |
| Curling                 |        |        | ●      | ●      | ●      | ●      | ●      | ●      | ●      | ●      | 2      |        | 2      |
| Freestyle               |        |        | 2      | 1      |        | 2      | 2      |        |        | ●      | 2      |        | 9      |
| Hockey su ghiaccio      | ●      | ●      | ●      | ●      | ●      | ●      | ●      | ●      | ●      | 1      | ●      | 1      | 2      |
| Pattinaggio di figura   |        |        |        |        | ●      | 1      | ●      | 2      |        |        |        |        | 3      |
| Pattinaggio di velocità |        |        |        | 2      | 2      | 2      | 2      | 2      | 2      | 2      |        |        | 14     |
| Salto con gli sci       |        |        | ●      | ●      | 2      |        | ●      | 1      | 2      |        |        |        | 5      |
| Sci alpino              |        | ●      | 2      | ●      | 2      |        | 1      | 1      | 1      | 1      | 1      |        | 9      |
| Sci di fondo            |        |        | 2      | 2      |        | 2      |        | 1      |        | 2      | 1      | 1      | 11     |
| Short track             |        |        |        |        |        |        |        |        | 2      | 2      | 4      |        | 8      |
| Snowboard               |        |        | 2      | 2      | ●      | 2      |        |        | 2      |        | 2      |        | 10     |
| Eventi totali           |        |        | 8      | 9      | 7      | 11     | 8      | 7      | 11     | 8      | 14     | 2      | 85     |
| Totale complessivo      |        |        | 8      | 17     | 24     | 35     | 43     | 50     | 61     | 69     | 83     | 85     |        |
| Gennaio/Febbraio        | 28 Sab | 29 Dom | 30 Lun | 31 Mar | 01 Mer | 02 Gio | 03 Ven | 04 Sab | 05 Dom | 06 Lun | 07 Mar | 08 Mer | Eventi |

## Medagliere
Paese ospitante 
| Pos.   | Paese         | Oro | Argento | Bronzo | Totale |
| ------ | ------------- | --- | ------- | ------ | ------ |
| 1      | Russia        | 29  | 27      | 15     | 71     |
| 2      | Kazakistan    | 11  | 8       | 17     | 36     |
| 3      | Corea del Sud | 11  | 5       | 5      | 21     |
| 4      | Giappone      | 6   | 12      | 10     | 28     |
| 5      | Polonia       | 5   | 2       | 5      | 12     |
| 6      | Cina          | 4   | 4       | 2      | 10     |
| 7      | Francia       | 4   | 2       | 2      | 8      |
| 8      | Italia        | 4   | 0       | 0      | 4      |
| 9      | Bielorussia   | 3   | 2       | 1      | 6      |
| 10     | Ucraina       | 2   | 3       | 4      | 9      |
| 11     | Rep. Ceca     | 2   | 2       | 5      | 9      |
| 12     | Austria       | 1   | 2       | 5      | 8      |
| 13     | Canada        | 1   | 1       | 1      | 3      |
| 14     | Regno Unito   | 1   | 0       | 0      | 1      |
| 14     | Lettonia      | 1   | 0       | 0      | 1      |
| 16     | Paesi Bassi   | 0   | 3       | 1      | 4      |
| 17     | Svizzera      | 0   | 2       | 3      | 5      |
| 18     | Germania      | 0   | 2       | 1      | 2      |
| 19     | Australia     | 0   | 2       | 0      | 2      |
| 19     | Finlandia     | 0   | 2       | 0      | 2      |
| 19     | Slovenia      | 0   | 2       | 0      | 2      |
| 22     | Svezia        | 0   | 1       | 3      | 3      |
| 23     | Stati Uniti   | 0   | 1       | 1      | 2      |
| 24     | Slovacchia    | 0   | 0       | 2      | 2      |
| 25     | Armenia       | 0   | 0       | 1      | 1      |
| 25     | Norvegia      | 0   | 0       | 1      | 1      |
| Totale | Totale        | 85  | 85      | 85     | 255    |